# Înghețarea bugetară
Înghețarea bugetară se referă la situația în care un sector guvernamental sau o întreprindere sunt blocate sau „înghețate” la un anumit nivel. Termenul poate fi aplicat într-o afacere pentru creșterea profitului, precum și în guvernare, de multe ori, pentru a reduce impozitele.
Înghețarea bugetului  devine deosebit de importantă în situații economice dificile. În aceste cazuri, întreprinderile pot avea probleme în obținerea  fondurilor, necesitând o reducere a cheltuielilor. În vreme de criză economică sau criză financiară, guvernul pierde, de asemenea, venituri și se confruntă cu  presiunea de a reduce datoriile fiscale. Astfel, înghețarea bugetului  poate fi folosită ca o modalitate de limitare a cheltuielilor.

## Motive pentru înghețarea bugetului
Înghețarea bugetară poate fi pusă în aplicare de o întreprindere sau de un guvern în diferite contexte. În cazul unei pierderi a profitului sau a veniturilor fiscale, bugetul ar putea fi redus sau înghețat, astfel încât o întreprindere sau un guvern să nu cheltuiască mai mult decât produce. Cheltuielile în exces pot crea necesitatea de a îngheța bugetul.

### Guvernul
În guvern, un politician poate pune în aplicare o înghețare a bugetului pentru a reduce suma de bani cheltuită pe programe guvernamentale sau salarii, permițând astfel, o scădere a impozitelor. Unii democrați susțin că, deși ce acești politicieni doresc recunoașterea meritelor pentru reducerea - sau cel puțin nu creșterea - impozitelor, ei nu vor să aibă nimic de a face cu rezultatul acestor tăieri (pierderi în bugetul alocat pentru asistență socială, înghețarea salariilor profesorilor).

### Afaceri
Atunci când întreprinderile se confruntă cu pierderi sau creșteri în profit, acestea pot, de asemenea, să pună în aplicare îngheațarea bugetului pentru repararea erorilor de cheltuieli și de a preveni alte pierderi de profit. Acest lucru este valabil mai ales în perioadele de criză economică.

## Efectele înghețării bugetului
O reducere în valoarea banilor cheltuiți este efectul dat de înghețarea bugetului. Dar o înghețare a bugetului poate avea alte consecințe, de multe ori neintenționate. Atunci când guvernul îngheață un buget, impozitele pot fi reduse. Atunci când înghețarea bugetului este pusă corect în aplicare cu scopul de a reduce sau limita suma de bani alocată întreprinderilor sau guvernului, acțiunea de blocare a bugetului poate câștiga un efect public pozitiv datorită economisirii financiare. Unii cred că acest lucru, mai degrabă decât respectiva reducere a costurilor, exprimă de multe ori motivul din spatele înghețării bugetului. Atunci când înghețarea bugetului se axează pe suma de bani cheltuită pe salarii, multor muncitori le sunt private anumite  beneficii, prime și creșteri salariale. Guvernele pot folosi înghețarea bugetului în organizații și programe guvernamentale pe care le sponsorizează. În timp ce acest lucru salvează sau reduce fondurile financiare, de asemenea, taie din bugetul alocat unor programe guvernamentale benefice sau chiar necesare.

### Efectul  înghețării bugetului în domeniul educației
Înghețarea bugetului și tăierea fondurilor pot influența negativ educația publică. În Statele Unite, anumite districte școlare au înghețat salariile profesorilor, fără ale furniza un venit pentru trai. Aceste acțiuni implementate asupra salariilor profesorale pot incita la proteste. Înghețarea bugetului poate crește, de asemenea, suma de bani pe care elevii trebuie să o plătească pentru educație reducănd de asemenea posibilitatea înscrierii în învățământul superior. În timp ce profesorii se opun înghețării salariilor, districtele școlare susțin că aceste acțiuni sunt necesare pentru a continua finanțarea altor aspecte ale educației și pentru a păstra profesorii în funcție pentru a evita concedierea altor angajați , cu scopul de a a furniza o creștere în venituri și pensii.

## Controverse
Înghețarea unui buget, fie pentru programe guvernamentale, salarii sau alte lucruri afectează viața multor oameni. Aceasta poate avea atât un aspect pozitiv cât și unul negativ. O înghețare a bugetului poate avea implicații politice, mai ales în cazul guvernului, dar, de asemenea, și în cazul întreprinderilor. Ele pot face acest lucru prin a afecta politica sau prin creșterea sau scăderea ratei de încredere a unui politician.
Republicanii au tendința de a aproba aceste tactici pentru programele finanțate de guvern și organizații. Acest lucru se întâmplă deoarece banii obținuți prin această metodă pot fi folosiți pentru reducerea taxelor.  Democrații, pe de altă parte, au tendința de a prefera o creștere a impozitelor în schimbul scăderii fondurilor progamelor furnizate  guvernamental, cum ar fi asistența socială și salariile angajațiilor guvernului.

## Istoricul înghețării bugetare

### Înghețarea bugetară din 2009
Economia recentă a produs probleme în afaceri și în guvern, rezultând în tăierea subvențiilor și înghețarea bugetară. Înghețarea salariilor poate rezulta în reducerea cheltuielilor la nivel individual care, la rândul său, duce la reducerea veniturilor în cadrul mediului de afaceri și guvernului. Acest fapt poate cauza recesiunea să se autodistugă. În timpul mandatului său, fostul Președinte al Statelor Unite George W. Bush a propus un număr ridicat de înghețări bugetare în scopul atenuării problemelor economice, inclusiv înghețării programelor guvernamentale în cadrul Biroului de Afaceri Educaționale și Culturale, Biroului Serviciilor Medicale  la , și  Fundației Națională de Științe din Statele Unite .

### Înghețarea bugetară flexibilă
La sfârșitul anilor 80, fostul Președinte american George H. W. Bush a propus un sistem flexibil de înghețare bugetară, care ducea la creșterea bugetului în funcție de inflație și de creșterea populației pentru anumite programe guvernamentale, dar îngheța complet alte programe guvernamentale. Unii au privit acest lucru ca pe o tactică politică și l-au acuzat pe președintele Bush și pe asociații lui ca fiind inconsecvenții în utilizarea termenului de înghețare bugetară. Această propunere a dus la dificultăți  în cadrul Congresului, în special în rândul partidului democrat, deoarece reducerile bugetare ar putea forța unele programe guvernamentale în reducerea contribuțiilor din cauza creșterii populației și a inflației. Iar mulți au susținut faptul că președintele Bush a vrut să primească credit pentru reducerile financiare timp în care forța Congresul să ia toate deciziile dificile. Când președintele Bush și-a declarat  intențiile, a existat o corelație limpede cu înghețările financiare pe care Ronald Reagan le aprobase.

## Legături externe
- http://www.nature.com/nature/journal/v420/n6915/full/420452b.html
- http://news.bbc.co.uk/2/hi/business/8006518.stm